# Radoszyce (gromada)
Radoszyce – dawna gromada, czyli najmniejsza jednostka podziału terytorialnego Polskiej Rzeczypospolitej Ludowej w latach 1954–1972.
Gromady, z gromadzkimi radami narodowymi (GRN) jako organami władzy najniższego stopnia na wsi, funkcjonowały od reformy reorganizującej administrację wiejską przeprowadzonej jesienią 1954 do momentu ich zniesienia z dniem 1 stycznia 1973, tym samym wypierając organizację gminną w latach 1954–1972.
Gromadę Radoszyce z siedzibą GRN w Radoszycach (wówczas wsi) utworzono – jako jedną z 8759 gromad na obszarze Polski – w powiecie koneckim w woj. kieleckim, na mocy uchwały nr 13d/54 WRN w Kielcach z dnia 29 września 1954. W skład jednostki weszły obszary dotychczasowych gromad Plenna, Radoszyce, Wisy i Radoska ze zniesionej gminy Radoszyce w tymże powiecie. Dla gromady ustalono 27 członków gromadzkiej rady narodowej.
31 grudnia 1959 do gromady Radoszyce przyłączono obszar zniesionej gromady Jacentów, wsie Górniki, Grębosze, Mościska, Nalewajków i Salachowy Bór ze zniesionej gromady Górniki oraz wieś Grodzisko ze zniesionej gromady Jakimowice w tymże powiecie.
1 stycznia 1969 do gromady Radoszyce przyłączono obszar zniesionej gromady Kapałów.
Gromada przetrwała do końca 1972 roku, czyli do kolejnej reformy gminnej. 1 stycznia 1973 reaktywowano gminę Radoszyce.